# Alexander Mitscherlich

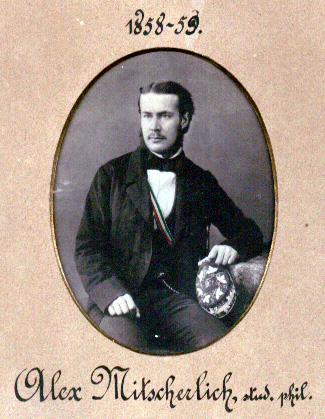
Fotografía del químico Alexander Mitscherlich tomada en 1858.

Alexander Mitscherlich (28 de mayo de 1836 en Berlín – 31 de mayo de 1918 en Oberstdorf) fue un químico alemán. Era hijo del  químico Eilhard Mitscherlich. Fue docente de química en Münden. 
Realizó numerosos trabajos en el campo del procesamiento de la madera para mejorar y abaratar la extracción de celulosa mediante el uso de bisulfito de calcio. Este proceso fue de importancia fundamental en el desarrollo de la industria del papel.
En sus trabajos científicos también determinó los puntos de inflamación de los gases más comunes.